# Heart's Delivery (薬師丸ひろ子のアルバム)
『Heart's Delivery』（ハート・デリバリー）は、1990年3月28日にリリースされた薬師丸ひろ子のスタジオ・アルバム。発売元は東芝EMI（現・ユニバーサルミュージック）。規格品番はTOCT-5650。

## 概要
薬師丸ひろ子の7作目のオリジナル・アルバム。上田知華、楠瀬誠志郎、平松愛理、飛鳥涼、大江千里等が楽曲を提供している。オリコンチャートの登場週数は8週、チャート最高順位は週間3位。トータル6.8万枚のセールスを記録した。
M-2「手をつないでいて」は、同年5月にシングルカットされた。M-4「止まった時計」は、作者である飛鳥涼が自身のアルバム『SCENE II』の中でセルフカバーしたほか、岩崎宏美、鈴木早智子、柏原芳恵らもカバーしている。
また、アルバムの発売を記念したコンサートツアー ″NTTサウンドトークコンサート ハート・デリバリー 薬師丸ひろ子 '90″ が同年3月29日から4月28日まで開催された。その内、最終日となる4月28日にBunkamuraオーチャードホールにて開催されたコンサートの模様は、6月27日にVHSおよびレーザーディスクで商品化された。
タイトルの「ハート・デリバリー」は薬師丸自身がパーソナリティーを務めるニッポン放送のラジオ番組「薬師丸ひろ子 ハート・デリバリー」にも流用された。
2014年2月5日には、ユニバーサルミュージック（USMジャパン）より高音質SHM-CDで再発売された。規格品番はTYCN-80021。

## 収録曲

### CD / SHM-CD
| #         | タイトル                              | 作詞       | 作曲       | 編曲      | 時間  |
| --------- | ------------------------------------- | ---------- | ---------- | --------- | ----- |
| 1.        | 「Heart's Delivery」                  | 野村康子   | 上田知華   | 上田知華  | 4:49  |
| 2.        | 「手をつないでいて」                  | 風堂美起   | 楠瀬誠志郎 | 萩田光男  | 5:01  |
| 3.        | 「ANTIQUE CLOCK」                     | 平松愛理   | 平松愛理   | 船山基紀  | 4:30  |
| 4.        | 「止まった時計」                      | 飛鳥涼     | 飛鳥涼     | 近藤敬三  | 5:01  |
| 5.        | 「瞳を知りたい」                      | 大江千里   | 大江千里   | 清水信之  | 3:37  |
| 6.        | 「雨にさらわれて」                    | 飛鳥涼     | 飛鳥涼     | 澤近泰輔  | 5:16  |
| 7.        | 「NATURAL SEASON 〜海辺のミューズ〜」 | 森由里子   | Mark Davis | 新川博    | 4:30  |
| 8.        | 「五月の地図」                        | 羽金道代   | 上田知華   | 上田知華  | 4:42  |
| 9.        | 「こんな朝は」                        | 神沢礼江   | 小田裕一郎 | 新川博    | 5:00  |
| 10.       | 「LONESOME DAY」                      | 来生えつこ | 来生たかお | 朝川朋之  | 4:16  |
| 合計時間: | 合計時間:                             | 合計時間:  | 合計時間:  | 合計時間: | 46:48 |

## 参加ミュージシャン
| Heart's Delivery keyboards：上田知華 Synthesizer Operation：杉山武陽 Electric Guitar：岡田陽助 Acoustic Guitar：吉川忠英 Percussion：橋田正人 Strings：加藤グループ Fretless Bass：美久月千晴 手をつないでいて Drums：岡本郭男 Electric Bass：長岡道夫 Electric Guitar：幾見雅博 keyboards：山田秀俊、大谷和夫 Strings：友田グループ Chorus：楠瀬誠志郎 ANTIQUE CLOCK Drums：江口信夫 Electric Bass：松原秀樹 Electric Guitar：今剛 Acoustic Guitar：安田裕美 keyboards：大谷和夫 Synthesizer Operation：助川宏 Chorus：木戸やすひろ、比山清、広谷順子 止まった時計 Electric Guitar：近藤敬三 Synthesizer Operation：中山信彦 keyboards：澤近泰輔 瞳を知りたい keyboards, Electric Guitar：清水信之 Acoustic Guitar：佐橋佳幸 Synthesizer Operation：Hajime Tabata | 雨にさらわれて keyboards：澤近泰輔 Synthesizer Operation：鳥山敬治 Chorus：広谷順子、本田淳子 NATURAL SEASON 〜海辺のミューズ〜 keyboards：新川博 Synthesizer Operation：Hitoshi Anbai Acoustic Guitar：安田裕美 Electric Guitar：徳武弘文 Chorus：木戸やすひろ、比山清、広谷順子 五月の地図 keyboards：上田知華 Synthesizer Operation：杉山武陽 Electric Guitar：岡田陽助 Acoustic Guitar：吉川忠英 Percussion：橋田正人 Strings：加藤グループ こんな朝は keyboards：新川博 Drums：島村英二 Electric Bass：長岡道夫 Electric Guitar：徳武弘文 Acoustic Guitar：安田裕美 Alto Saxophone：土岐英史 Chorus：木戸やすひろ、比山清、広谷順子 LONESOME DAY Piano：朝川朋之 Strings：篠崎グループ |

## 映像作品
『Heart's Delivery』（ハート・デリバリー）は、薬師丸ひろ子のミュージック・ビデオ。同タイトルのアルバムを引っ提げ、1990年4月28日にBunkamuraオーチャードホールにて開催されたコンサートの模様を収録。アルバム収録曲のほか、過去のヒット曲も多数披露されている。指揮は服部克久が務め、演奏にはセンチメンタル・シティ・ロマンスが参加している。
1990年6月27日にVHSとレーザーディスクで発売され、2003年のボックスセット『PURE SWEET』に収録された後、2007年4月25日にはDVD単体で発売された。その後も数回に亘り再発売されている。

### 収録曲
| #   | タイトル                | 作詞                                           | 作曲                        | 時間 |
| --- | ----------------------- | ---------------------------------------------- | --------------------------- | ---- |
| 1.  | 「Heart's Delivery」    | 野村康子                                       | 上田知華                    | 4:13 |
| 2.  | 「語りつぐ愛に」        | 来生えつこ                                     | 来生たかお                  | 3:55 |
| 3.  | 「Antique Clock」       | 平松愛理                                       | 平松愛理                    | 4:16 |
| 4.  | 「手をつないでいて」    | 風堂美起                                       | 楠瀬誠志郎                  | 4:52 |
| 5.  | 「セーラー服と機関銃」  | 来生えつこ                                     | 来生たかお                  | 4:28 |
| 6.  | 「Woman "Wの悲劇"より」 | 松本隆                                         | 呉田軽穂                    | 3:51 |
| 7.  | 「メイン・テーマ」      | 松本隆                                         | 南佳孝                      | 3:28 |
| 8.  | 「探偵物語」            | 松本隆                                         | 大瀧詠一                    | 3:48 |
| 9.  | 「A LOVER'S CONCERTO」  | Denny Randell, Sahdy Linzer 日本語詞: 岩谷時子 | Denny Randell, Sahdy Linzer | 3:56 |
| 10. | 「終楽章」              | 竹内まりや                                     | 竹内まりや                  | 4:53 |
| 11. | 「時代」                | 中島みゆき                                     | 中島みゆき                  | 3:43 |
| 12. | 「元気を出して」        | 竹内まりや                                     | 竹内まりや                  | 4:37 |